# Бакоачи (муниципалитет)
Бакоачи (исп. Bacoachi) — муниципалитет в Мексике, штат Сонора, с административным центром в одноимённом посёлке. Численность населения, по данным переписи 2020 года, составила 1475 человек.

## Общие сведения
Название Bacoachi с индейского языка опата можно перевести как — водная змея.
Площадь муниципалитета равна 1231 км², что составляет 0,7 % от площади штата, а наиболее высоко расположенное поселение Лас-Плайитас, находится на высоте 1407 метров.
Он граничит с другими муниципалитетами Соноры: на севере с Кананеа, на востоке с Фронтерасом и Накосари-де-Гарсией, на юге и западе с Ариспе.

## Учреждение и состав
Муниципалитет был образован в 1825 году, по данным 2020 года в его состав входит 39 населённых пунктов, самые крупные из которых:
| Код INEGI                  | Населённый пункт                                                                       | Численность населения (2005 год) | Численность населения (2010 год) | Численность населения (2020 год) |
| -------------------------- | -------------------------------------------------------------------------------------- | -------------------------------- | -------------------------------- | -------------------------------- |
| 011                        | Всего                                                                                  | 1456                             | 1646                             | 1475                             |
| 0001                       | Бакоачи (исп. Bacoachi) 30°37′59″ с. ш. 109°58′08″ з. д. (административный центр)      | 945                              | 1090                             | 1036                             |
| 0047                       | Унамичи (исп. Unámichi) 30°40′28″ с. ш. 109°59′07″ з. д.                               | 241                              | 274                              | 239                              |
| 0012                       | Каньяда-де-ла-Крус (исп. Cañada de la Cruz (La Cruz)) 30°39′27″ с. ш. 109°58′34″ з. д. | 51                               | 51                               | 46                               |
| 0034                       | Мутутикачи (исп. Mututicachi) 30°44′32″ с. ш. 110°00′54″ з. д.                         | 41                               | 38                               | 30                               |
| —                          | Прочие                                                                                 | 178                              | 193                              | 124                              |
| Названия на карте Генштаба |                                                                                        |                                  |                                  |                                  |

## Экономическая деятельность
По статистическим данным 2000 года, работоспособное население занято по секторам экономики в следующих пропорциях:
- сельское хозяйство, скотоводство и рыбная ловля — 47,4 %;
- промышленность и строительство — 20,4 %;
- торговля, сферы услуг и туризма — 27,6 %;
- безработные — 4,6 %.

## Инфраструктура
По статистическим данным 2020 года, инфраструктура развита следующим образом:
- электрификация: 98,2 %;
- водоснабжение: 97,7 %;
- водоотведение: 99,4 %.